# Isabella de Angoulême
Isabella de Angoulême (în franceză Isabelle d'Angoulême; c.1188 – 31 mai 1246) a fost regină consort a Angliei ca a doua soție a regelui Ioan din 1200 până la moartea lui Ioan în 1216. Ea a avut cinci copii cu regele inclusiv moștenitorul lui, Henric al III-lea al Angliei. În 1200, Isabella s-a căsătorit cu Hugh al X-lea de Lusignan, Conte de La Marche, cu care a avut alți nouă copii.
1. ↑  Czech National Authority Database, accesat în 7 septembrie 2021